# Patricio Hernández
Patricio Hernández (San Nicolás de los Arroyos, 1956. augusztus 16. –) argentin válogatott labdarúgó, edző. 

## A válogatottban
1979 és 1982 között 10 alkalommal szerepelt az argentin válogatottban. Részt vett az 1979-es Copa Américan és az 1982-es világbajnokságon.

## Sikerei, díjai
Estudiantes
- Argentin bajnok (1): Metropolitano 1982

River Plate
- Argentin bajnok (1): 1985–86
- Copa Libertadores (1): 1986
- Interkontinentális kupagyőztes (1): 1986